# Isomma hieroglyphicum
Isomma hieroglyphicum es una especie de libélula de la familia Gomphidae.
Es endémica de Madagascar.